# تاریخ جامائیکا
تاریخ جامائیکا داستانی پر فراز و نشیب و الهام‌بخش است. ساکنین اولیه آن، آراواک‌ها یا تاینوها بودند که ۲۵۰۰ سال پیش از آمریکای جنوبی آمده و جزیره را «Xaymaca» به معنی «سرزمین چوب و آب» نامیدند. آنها مردمی آرام و کشاورز بودند که توسط اسپانیایی‌ها پس از کشف جزیره توسط کریستف کلمب در سال ۱۴۹۴ نابود شدند.
کریستف کلمب در دومین سفر خود به هند غربی، در ۵ مه ۱۴۹۴ به جامائیکا رسید. اسپانیایی‌ها به دنبال طلا بودند اما آن را نیافتند. آنها بومیان را به بردگی گرفتند و به دلیل کار سخت و بیماری‌های اروپایی، جمعیت آنها به سرعت کاهش یافت. در سال ۱۵۰۹، اولین مهاجران اسپانیایی‌ها به رهبری خوان د اسکیول در خلیج سنت آن ساکن شدند و اولین شهر، سویا لا نووا (سویل جدید) را بنا کردند. شهر اصلی، سنتیاگو د لا وگا (بعدها اسپانیش تاون) مرکز حکومت و تجارت شد.
در ۱۰ مه ۱۶۵۵، انگلیسی‌ها به رهبری دریاسالار ویلیام پن و ژنرال رابرت ونبلز به جامائیکا حمله کردند و اسپانیایی‌ها تسلیم شدند. بردگان آزاد شده توسط اسپانیایی‌ها به کوه‌ها گریختند و بعدها به عنوان مارون‌ها شناخته شدند. در دوره اولیه استقرار انگلیسی‌ها، دزدان دریایی در پورت رویال مستقر شدند و این شهر به سرعت به یکی از ثروتمندترین و بدنام‌ترین شهرهای جهان تبدیل شد. هنری مورگان، معروف‌ترین دزد دریایی، بعدها توسط پادشاه انگلیس، شوالیه و فرماندار جامائیکا شد. زلزله‌ای در سال ۱۶۹۲ پورت رویال را ویران کرد و بازماندگان به کینگستون نقل مکان کردند.
انگلیسی‌ها به کشت نیشکر روی آوردند و برای کار در مزارع، بردگان آفریقایی را به جامائیکا آوردند. تجارت برده به شدت سودآور بود و سفری که از آفریقا به هند غربی انجام می‌شد، به «گذر میانی» معروف شد. بردگان بارها شورش کردند و به مارون‌ها پیوستند. شورش‌های مهم شامل شورش عید پاک در سال ۱۷۶۰ به رهبری تاکی و شورش کریسمس در سال ۱۸۳۱ به رهبری سام شارپ بود.
فشار گروه‌های انسان‌دوست و شورش‌های بردگان منجر به لغو تجارت برده در سال ۱۸۰۸ و الغای برده‌داری در سال ۱۸۳۴ و آزادی کامل در سال ۱۸۳۸ شد. پس از برده‌داری، وضعیت اقتصادی برای طبقات فقیر بسیار دشوار بود. در سال ۱۸۶۵، شورش خلیج موران به رهبری پل بوگل رخ داد که منجر به سرکوب خشونت‌آمیز آن و اعدام پل بوگل و جورج ویلیام گوردون شد. پس از این شورش، سیستم مستعمره سلطنتی جایگزین قانون اساسی قدیمی شد.
در دهه ۱۹۳۰، جامائیکا با بحران دیگری روبرو شد که ناشی از رکود اقتصادی جهانی، مشکلات صنعت موز، کاهش قیمت شکر و افزایش بیکاری بود. این وضعیت منجر به تشکیل اتحادیه‌های کارگری و دو حزب سیاسی اصلی، حزب کارگر جامائیکا (JLP) به رهبری الکساندر بوستامانته و حزب ملی مردم (PNP) به رهبری نورمن مانلی شد.
در سال ۱۹۵۸، جامائیکا به فدراسیون هند غربی پیوست، اما در سال ۱۹۶۱ از آن خارج شد. در ۶ اوت ۱۹۶۲، جامائیکا از بریتانیا استقلال یافت و قانون اساسی خود را تصویب کرد. قانون اساسی جامائیکا در سال ۱۹۶۲ به عنوان مهم‌ترین سند قانونی کشور، آزادی‌ها، حقوق و امتیازات شهروندان را تضمین می‌کند.